# Любельські пагорби
Любельські пагорби (Ľubeľská pahorkatina) — гірський масив в Словаччині; геоморфологічна підодиниця масиву Ліптовська улоговина. Середні висоти — 480 метрів. Найвища точка — Грубий Грунь (973 м.). Місце розташування — Жилінський край.